# Puente de Son Espases
El Puente de Son Espases es actualmente el puente más largo de Mallorca, con sus 280 metros de longitud y sus dos carriles, conecta la misma carretera Ma-1110 con el hospital universitario de Son Espases.

## Historia
El puente, que lleva siendo construido desde 2009 acabó en 2010 con la comprobación de peso, al colocarse 18 camiones con el peso de 38 toneladas cada uno. En total 684.000 kilos de peso, con los cuales el Puente de Son Espases logró el veredicto final, que lo caracterizó como el más largo de Mallorca.